# Куштия (округ)
Куштия (бенг. কুষ্টিয়া জেলা, англ. Kushtia District) — округ на западе Бангладеш, в области Кхулна. Образован в 1947 году из части территории округа Надия. Административный центр — город Куштия. Площадь округа — 1621 км². По данным переписи 2001 года население округа составляло 1 713 224 человека. Уровень грамотности взрослого населения составлял 25,8 %, что значительно ниже среднего уровня по Бангладеш (43,1 %). 95,72 % населения округа исповедовало ислам, 4,22 % — индуизм.

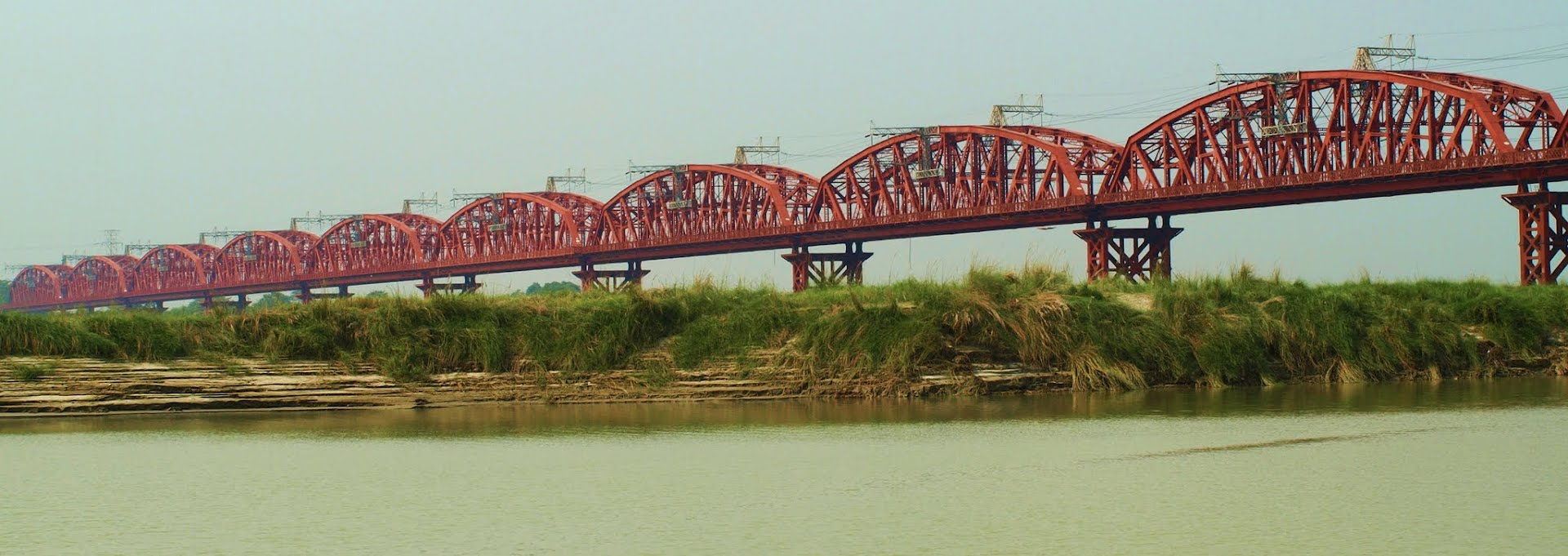
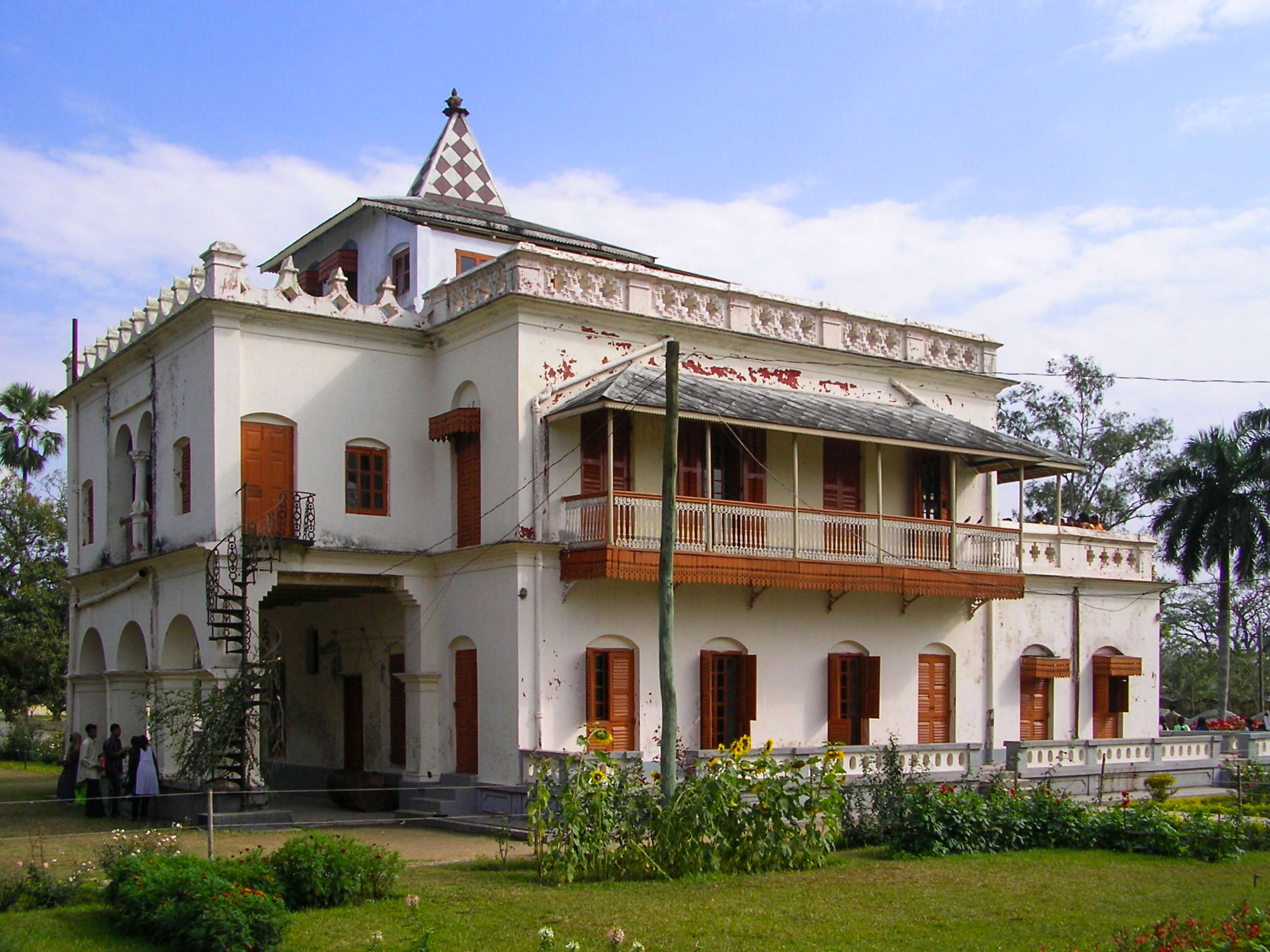
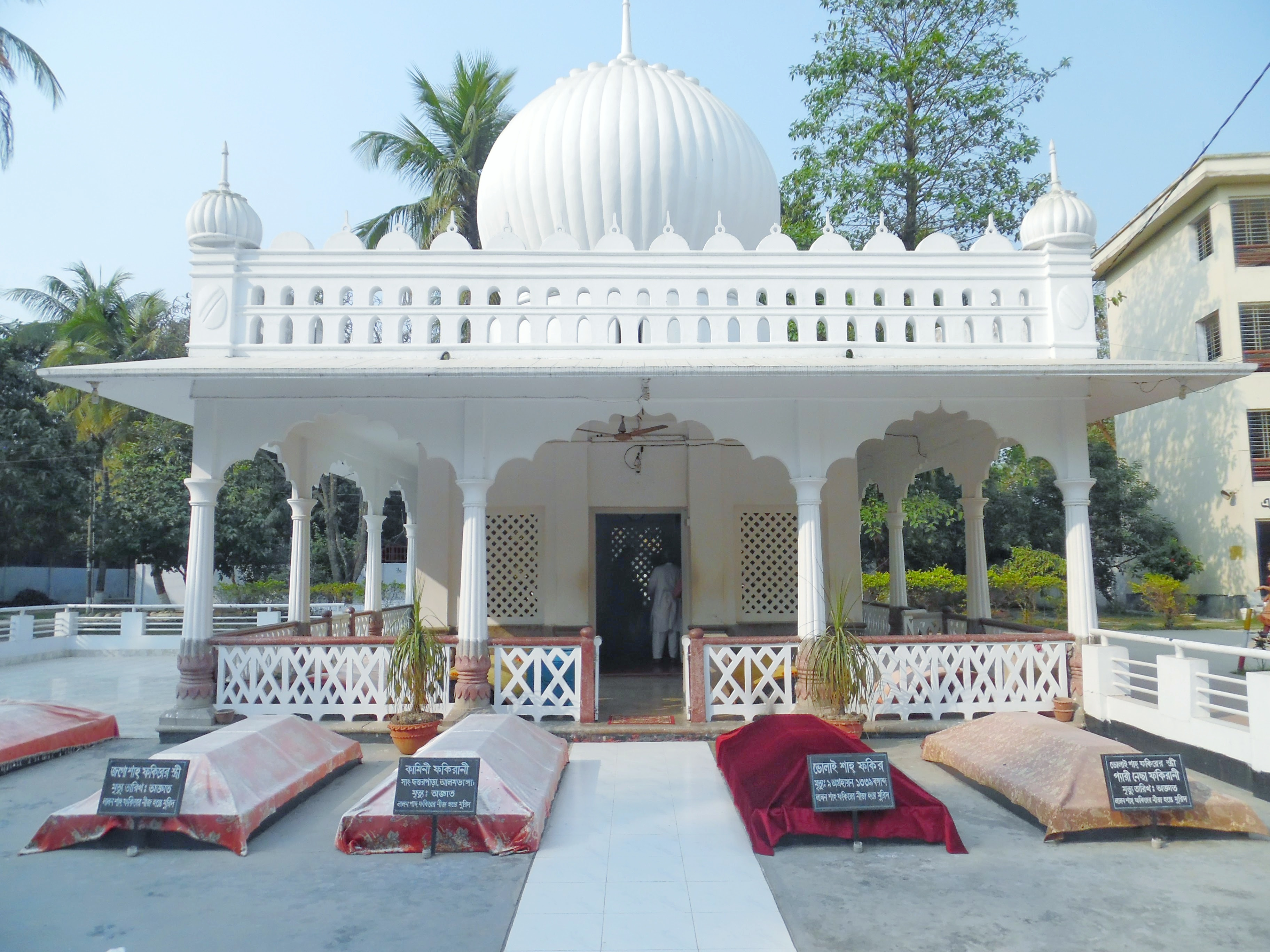
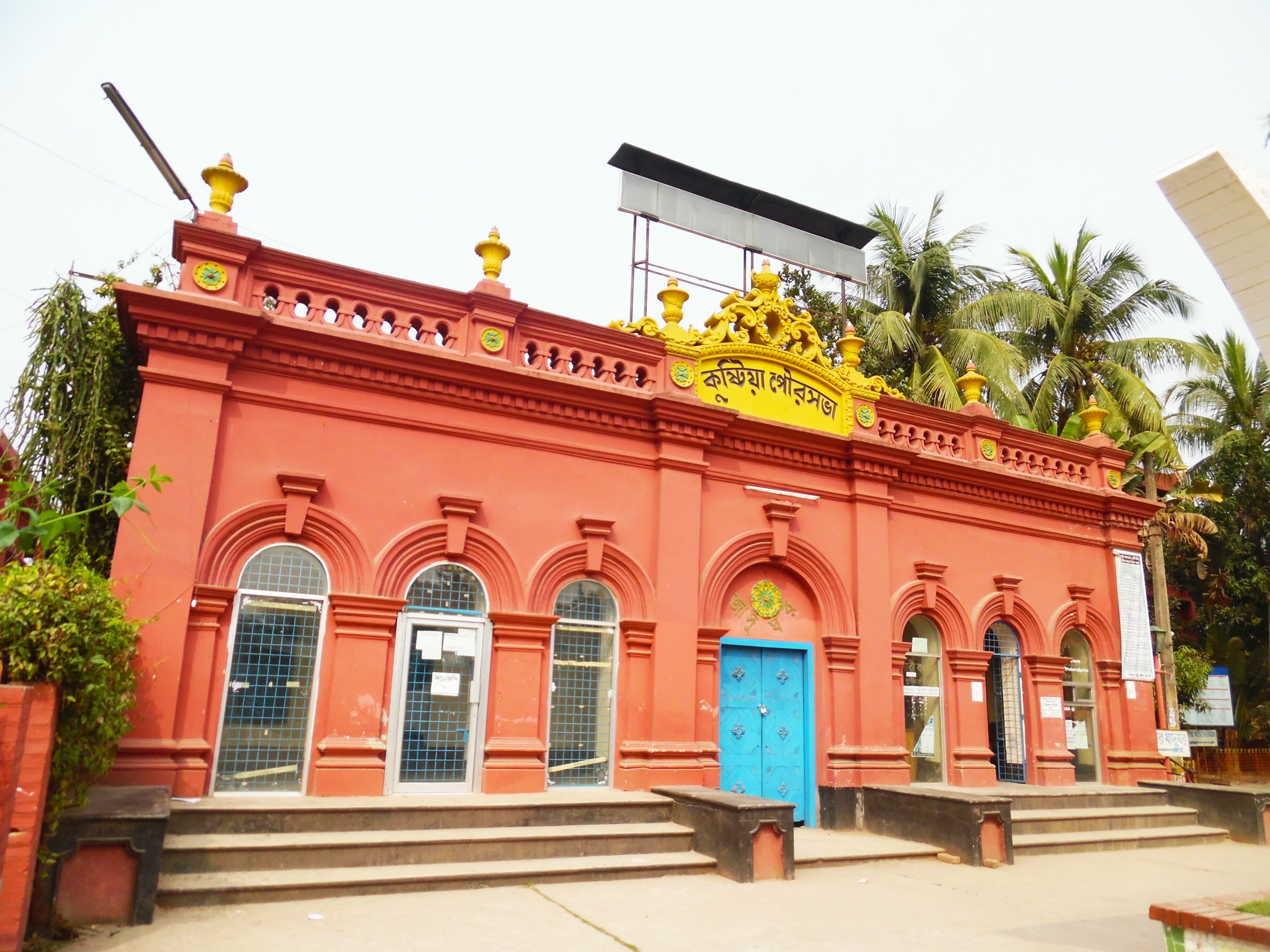
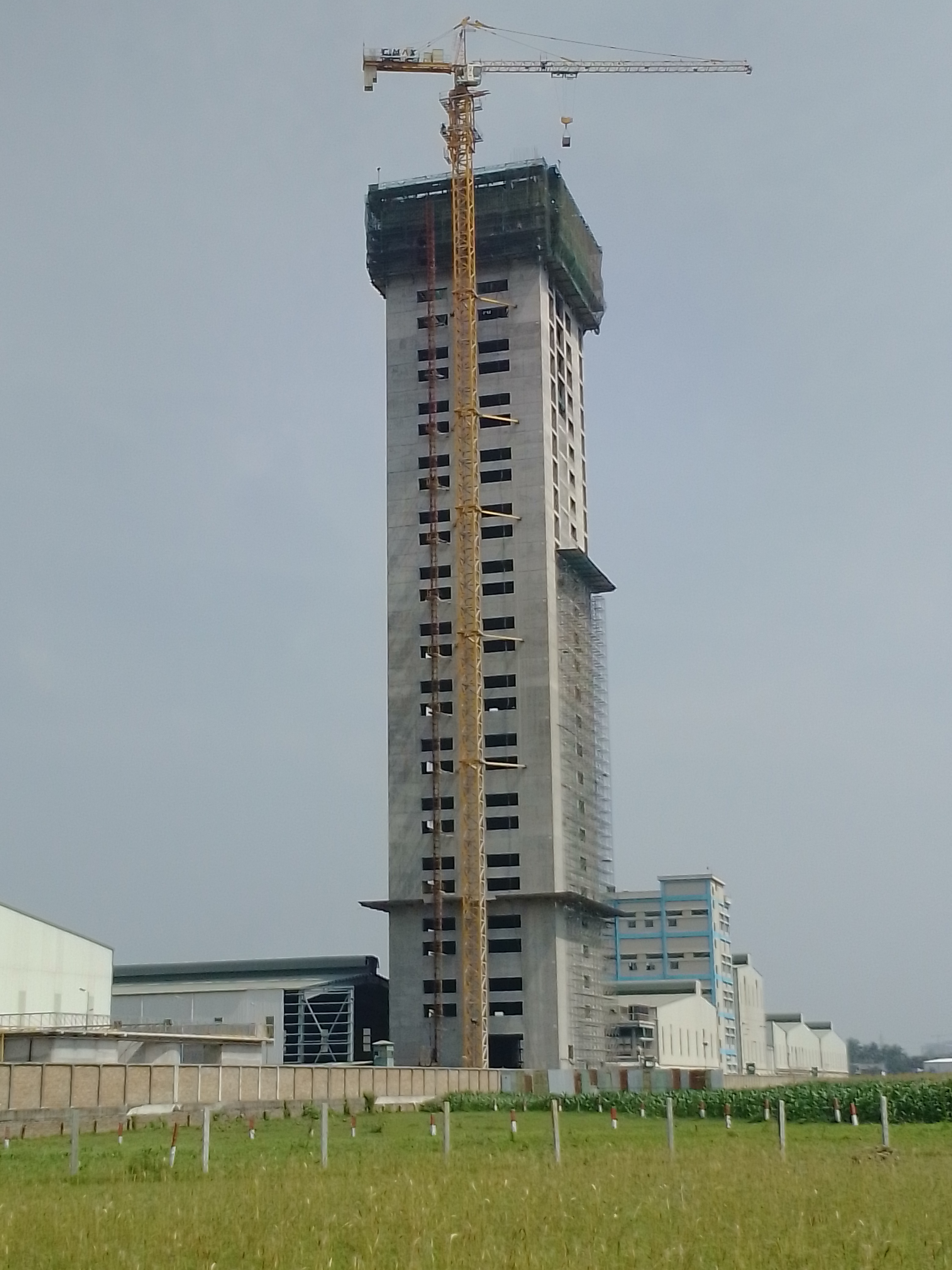
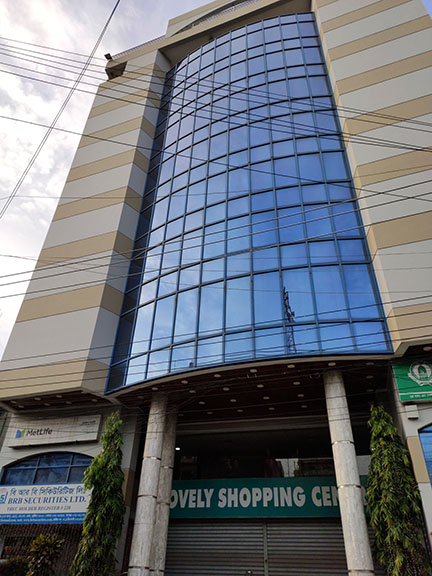
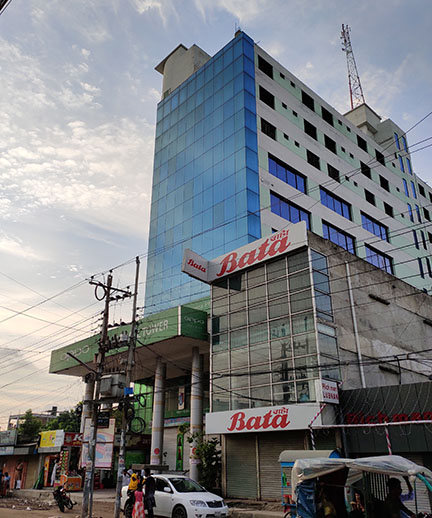
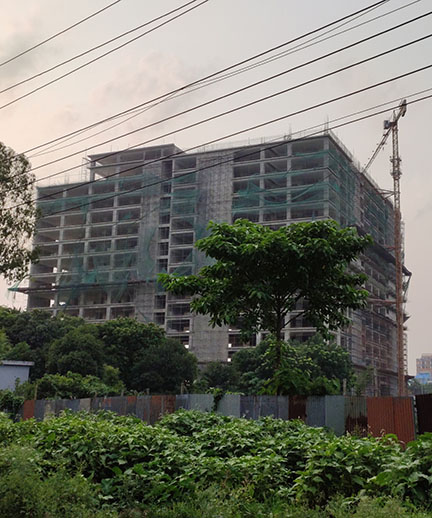

## Административно-территориальное деление
Округ состоит из 6 подокругов:
- Куштия-Садар (Куштия)
- Кумаркхали (Кумаркхали)
- Даулатпур (Даулатпур)
- Мирпур (Мирпур)
- Бхерамара (Бхерамара)
- Кхокса (Кхокса)